# PRR9
PRR9 (англ. Proline rich 9) – білок, який кодується однойменним геном, розташованим у людей на короткому плечі 1-ї хромосоми.  Довжина поліпептидного ланцюга білка становить 116 амінокислот, а молекулярна маса — 12 904.
| 10         |  | 20         |  | 30         |  | 40         |  | 50         |
| ---------- |  | ---------- |  | ---------- |  | ---------- |  | ---------- |
| MSFSEQQCKQ |  | PCVPPPCLPK |  | TQEQCQAKAE |  | EVCLPTCQHP |  | CQDKCLVQAQ |
| EVCLSQCQES |  | SQEKCPQQGQ |  | EPYLPPCQDQ |  | CPPQCAEPCQ |  | ELFQTKCVEV |
| CPQKVQEKCS |  | SPGKGK     |  |            |  |            |  |            |

A: Аланін

C: Цистеїн

D: Аспарагінова кислота

E: Глутамінова кислота

F: Фенілаланін

G: Гліцин

H: Гістидин

K: Лізин

L: Лейцин

M: Метіонін

P: Пролін

Q: Глутамін

S: Серин

T: Треонін

V: Валін